# Hủa Phăn
Hủa Phăn (tiếng Lào: ຫົວພັນ; chuyển tự: Houaphan) là một tỉnh nằm ở phía đông bắc Lào, tỉnh lị đặt ở Sầm Nưa. Vùng đất này từng là một phần của địa danh Trấn Ninh thời Hậu Lê trong lịch sử Việt Nam.
Tỉnh Hủa Phăn rộng 16.500 km2. Theo điều tra năm 2015, dân số của tỉnh là 289.393 người. Tỉnh này giáp các tỉnh Sơn La, Thanh Hóa và Nghệ An của Việt Nam ở phía bắc, đông và đông nam, với tỉnh Xiêng Khoảng về phía nam và tây nam, và tỉnh Luang Prabang về phía tây.
Địa hình rất gồ ghề, phần lớn diện tích của tỉnh được bao trùm bởi rừng núi dày đặc, đặc biệt ở phía tây. Con đường chính chạy qua tỉnh là Đường 6 (Lào). Các sông chính là Nam Ma, chảy từ Việt Nam qua rồi lại đổ vào Việt nam, sông chảy qua Bản Muang-Et, và sông Nam Sam, nơi có các thị trấn Sam Nuea và Sam Tai.
Tỉnh là nơi có hang Viengxay, một mạng lưới dày đặc các hang động được sử dụng bởi quân Pathet Lào, và Công viên Khảo cổ học Hintang, một trong những địa danh nổi tiếng nhất thuộc thời tiền sử ở miền bắc Lào, rải rác còn có những vườn cự thạch.
Hủa Phăn là một trong những khu vực nghèo nhất của Lào nhưng có phong cảnh cực kỳ hữu tình và nghề dệt may truyền thống nổi tiếng.

## Lịch sử
Tỉnh này là quê hương của Vương quốc Bồn Man (Muang Phuan Kingdom) kể từ thế kỷ 14. Sau cuộc đánh chiếm của Việt Nam vào năm 1478 của vua Lê Thánh Tông, nó đã trở thành Trấn Ninh của nước Đại Việt với thủ phủ đặt tại Sầm Châu, nay là Sam Neua. khu vực này còn được biết đến với tên gọi Hua Phan Tang Ha Tang Hok, "Tỉnh thứ 5 và thứ 6," và được Auguste Pavie liệt kê là "Hua Panh, Tang-Ha, Tang-Hoc."
Vùng đất vẫn là lãnh thổ của Việt Nam cho tới năm 1893 khi chính quyền Pháp chuyển lại cho Lào trong giai đoạn thuộc địa Pháp. Theo chính tả tiếng Pháp tên tỉnh thường viết là Houaphan.
Hang Viengxay nằm ở tỉnh này, là một mạng lưới dày đặc các hang động được sử dụng bởi quân Pathet Lào. Nhiều hang động trong tỉnh được dùng làm nơi ẩn náu cho những nhân vật quan trọng ở Lào vào những năm 1950 và 1960. Hang Tham Than Souphanouvong là nơi ẩn náu của nhà lãnh đạo cách mạng và sau đó là Chủ tịch Souphanouvong, người xây dựng căn cứ ở đó vào năm 1964. Nhà lãnh đạo cách mạng và sau đó là Chủ tịch Kaysone Phomvihane đã ẩn náu trong hang Tham Than Kaysone từ năm 1964, và sau này là Chủ tịch Khamtai Siphandon ẩn náu ở hang Tham Than Khamtai từ năm 1964. Ông đã thành lập một căn cứ cách mạng ở đó với phòng họp, phòng tiếp tân và phòng nghiên cứu.
Tỉnh Houphanh nổi tiếng với "samana" ("trại cải tạo"). Người ta cho rằng, Hoàng tộc Lào đã bị đưa tới một trong những trại gần Sop Hao vào năm 1977. Hoàng tử Say Vong Savang bị cáo buộc đã chết tại trại vào tháng 5 năm 1978, tiếp theo là cha của ông Vua Savang Vatthana chết vì bị suy dinh dưỡng và bệnh tật, 11 ngày sau đó. Tuy nhiên, theo Kaysone Phomvihane thì tin đồn này là không đúng, và Vatthana đã mất năm 1984 tại Sầm Nưa ở tuổi 77.
Trước năm 1975 CIA đã tổ chức đào tạo nhiều nhóm sắc dân thiểu số (chủ yếu là người Mông) tại tỉnh này nhằm chống lại Pathet Lào. Sau năm 1975 khi Pathet Lào giành quyền lãnh đạo đất nước, các sắc dân này bị bỏ lại, nhưng họ vẫn duy trì các hoạt động chống lại Pathet lào và bị chính quyền lào truy quét và vào cuối năm 1999, nhiều nhóm thiểu số đã bị bắt. 

## Địa lý
Tỉnh Houaphanh có diện tích 16.500 km2. Tỉnh này giáp Việt Nam ở phía bắc, đông và đông nam, tỉnh Xiangkhouang về phía nam và tây nam, và tỉnh Luang Prabang về phía tây.
Địa hình rất gồ ghề, với rừng núi dày đặc trên phần lớn diện tích của tỉnh, đặc biệt ở phía tây. Các khu dân cư tập trung chính bao gồm Xamneua, Muong U, Houamuang, Chomsan, Muang Pan, Muang Hom, Muang Peu, Muang Xon, Ban Muang-Et, Ban Nampang, Muong Vene, Xamtai, Muang Na, và Poungthak.
Con đường chính chạy qua tỉnh là Đường 6 (Lào). Các sông chính là Nam Ma (sông Mã, phần thượng lưu và hạ lưu nằm trên đất Việt Nam, đi qua Bản Muang-Et) và sông Nam Sam chảy qua thị trấn Sam Neua.

## Các khu bảo tồn

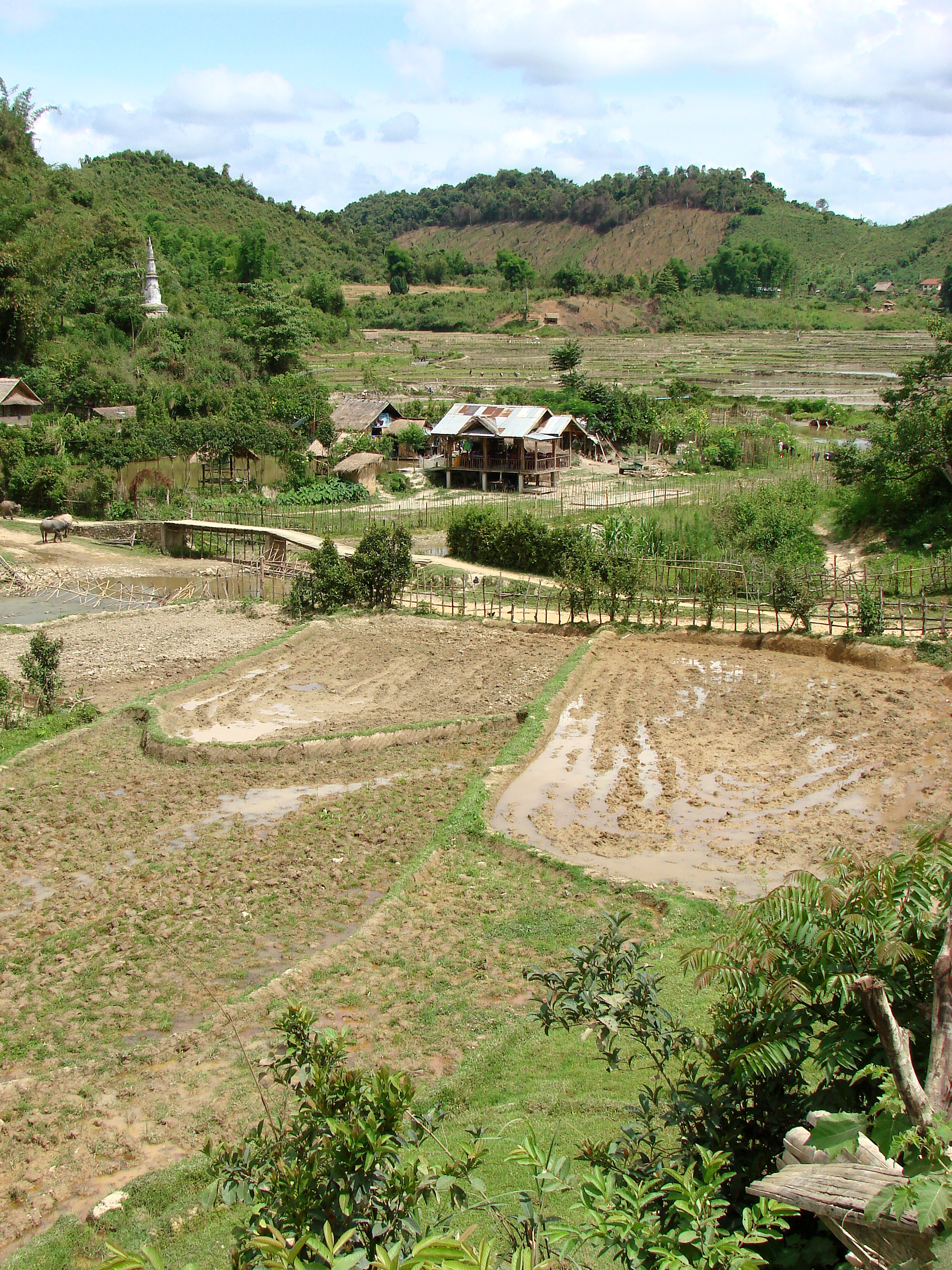
Một ngôi làng tại tỉnh Houaphan

Khu vực của tỉnh Houaphanh nằm trong Khu Bảo tồn Đa dạng sinh học Quốc gia (NBCA) Nam Et-Phou Louey và Khu Bảo tồn Đa dạng sinh học Quốc gia Nam Xam. Ngoài ra còn có một số Tràm Chim Quan trọng (IBA).
Khu vực IBA Nam Neun của huyện Nam Et nằm ngay cạnh NBCA. Nam Neun có diện tích 85.450 ha và ở độ cao 800 - 1.500 m. Môi trường sống được đặc trưng là các rừng rụng lá hỗn giao, cũng như rừng xanh không ngập nước, với các loại tre nứa, thỉnh thoảng có lá kim; các khu vực trống đã được thay thế bởi các khu vực đồng cỏ thứ sinh. Các loài chim chính bao gồm chim sếu lớn (Buceros bicornis) và chim bói cá Blyth (Alcedo hercules ).
Khu tràm chim Phou Louey Massif IBA nằm ở khu bảo tồn NBCA sông Nam Et-Phou Louey và liền kề với tràm chim Nam Neun IBA. Tràm chim IBA Phou Louey trải dài qua tỉnh Houaphanh tới tỉnh Luang Prabang. Nó có diện tích 60.070 ha và ở độ cao 700 m - 1800 m. Môi trường đặc trưng bởi rừng rụng lá hỗn tạp, rừng nửa rụng lá, rừng xanh núi thấp, rừng xanh núi cao và đồng cỏ thứ sinh. Các loài chim chính bao gồm trèo cây lưng đen (Sitta formosa), niệc cổ hung (Aceros nipalensis), bồng chanh rừng (Alcedo hercules) và "chim ưng vàng" (Phylloscopus cantator). Có bốn loài rùa được ghi nhận và hai loài thú móng guốc.
Khu tràm chim IBA sông Nam Xam rộng 69.000 ha nằm trong diện tích 70.000 ha Khu Bảo tồn Đa dạng sinh học Quốc gia Nam Xam (NBCA). Độ cao của khu IBA vào khoảng giữa 300 m -1800 m với địa hình đặc trưng là những ngọn đồi và những ngọn núi thấp. Môi trường sống chủ yếu gồm rừng xanh không ngập nước, rừng Pơ mu, rừng rụng lá xen kẽ, cũng như rừng trên núi thấp cằn cỗi. Các loài đặc hữu nổi tiếng bao gồm trèo cây lưng đen (Sitta formosa), Anorrhinus tickelli (Anorrhinus tickelli), chim hoàng yến (Buceros bicornis), gõ kiến xanh đầu đỏ (Picus rabieri), và gồng hoàng cổ đỏ (Aceros nipalensis ).

## Các đơn vị hành chính
Tỉnh được tạo lập bởi các đơn vị hành chính cấp huyện/mường sau:
| Bản đồ | Mã                      | Tên tiếng Việt | Tên tiếng Lào |
| ------ | ----------------------- | -------------- | ------------- |
|        |                         |                |               |
| 7-01   | Huyện/Mường Sầm Nưa     | ເມືອງຊຳເໜືອ      |               |
| 7-02   | Huyện/Mường Xiềng Khọ   | ເມືອງຊຽງຄໍ້       |               |
| 7-03   | Huyện/Mường Viêng Thong | ເມືອງຮ້ຽມ        |               |
| 7-04   | Huyện/Mường Viêng Xay   | ເມືອງວຽງໄຊ      |               |
| 7-05   | Huyện/Mường Hủa Mường   | ເມືອງຫົວເມືອງ     |               |
| 7-06   | Huyện/Mường Xăm Tảy     | ເມືອງຊຳໃຕ້       |               |
| 7-07   | Huyện/Mường Sốp Bâu     | ເມືອງສົບເບົາ      |               |
| 7-08   | Huyện/Mường Ét          | ເມືອງແອດ        |               |

## Kinh tế
Tỉnh Houaphanh là một trong những khu vực nghèo nhất của Lào. Năm 1998, 3/4 dân số được xếp loại nghèo. Năm 2002, GDP bình quân đầu người là 50-204 USD, so với mức bình quân chung của Lào là 350 USD. Các hạn chế về kinh tế xã hội làm cho tỉnh có tỷ lệ tử vong ở trẻ sơ sinh và tiếp cận với nước sạch và các cơ sở y tế còn thấp hơn mức bình quân.
Tre rất quan trọng ở các vùng nông thôn của tỉnh và được sử dụng làm vật liệu xây dựng chính. Tại huyện Viengxay, có hai nhà máy chế biến tre nứa sản xuất các mặt hàng như chiếu tre, hàng rào, đũa và tăm cho thị trường Việt Nam. Nhìn chung, ngành công nghiệp chế biến tre vẫn chưa phát triển, và người dân khó tìm được thị trường cho hàng hóa của mình.
Sam Neua, trung tâm tỉnh, là trung tâm thị trường quan trọng nhất cho thương mại khu vực. Nhiều người dân đến đây để bán hàng hóa, đặc biệt là hàng thủ công mỹ nghệ và hàng dệt may nổi tiếng của mình. Các làng Saleu và Nasala ở huyện Xiengkhor dọc theo tuyến đường số 6 nổi tiếng về nghề dệt và làm đồ thủ công.Sam Tai nổi tiếng với hàng dệt may.
Trồng lúa là hoạt động sản xuất phổ biến trong tỉnh, mặc dù trồng trọt sử dụng ít nhân lực hơn chăn nuôi. Các cây công nghiệp chính gồm ngô, vừng, đậu tương, và cây thuốc như man on ling, duk duea và "kalamong", Chi Dâu tằm, styrax, bạch đậu khấu và quế. Có tới 15% người dân tham gia vào trồng trọt thuốc phiện và  cũng có 10% tham gia vào sản xuất thủ công mỹ nghệ. Các nỗ lực kiểm soát việc trồng cây thuốc phiện đã được thực hiện thông qua Dự án Kiểm soát Cây thuốc phiện và Dự án Houaphanh.
Một kế hoạch phát triển du lịch đã được xây dựng cho tỉnh nhằm khai thác các hang động làm điểm tham quan du lịch, cung cấp thông tin và dịch vụ tại đây.
Ngân hàng Phát triển Châu Á đã khởi động một dự án vào năm 2006 tập trung vào nhóm 31 làng thuộc huyện Xamneua và huyện Xamtai để giúp người dân thoát khỏi việc trồng cây thuốc phiện chuyển sang làm nương rẫy; đến năm 2006, diện tích cây thuốc phiện được trồng trên địa bàn tỉnh ước tính khoảng 30 ha. Dự án bao gồm các chương trình tăng thu nhập, bảo tồn tài nguyên rừng, xóa bỏ thuốc phiện và thí điểm các dự án thí điểm để gia tăng nguồn thu nhập cho dân cư.

## Dân cư
Dân số của tỉnh, tính đến tháng 3 năm 2005, là 280.898 người. Các nhóm dân tộc thiểu số như người Phong có cư trú tại tỉnh này.

## Thắng cảnh
Viengxay được gọi là "Thành phố ẩn trong động", là trung tâm của Phong trào Giải phóng Nhân dân Lào năm 1964 đến năm 1975, khi 20.000 người sống trong các hang động với các cơ sở như văn phòng, bệnh viện, chùa, chợ, trường học và trung tâm giải trí.
Các điểm tham quan di tích lịch sử ở đây là:
- Nhà Kaysone Phomvihane (trong khu Vườn Chủ tịch Kaysone) ở đây người ta tái hiện lịch sử giai đoạn Viengxay trở thành trung tâm giải phóng và bị máy bay tấn công
- Hang Văn phòng Kaysone Phomvihane - là hang động lớn nhất nơi quà tặng, tượng Lenin, và bộ sưu tập sách được trưng bày
- Phòng Họp Bộ Chính trị: trong hang này, các nhà lãnh đạo của phong trào tự do thảo luận về chính sách và các quyết định quan trọng
- Nhà Nouhak Phoumsavan (cha đẻ của Pathet Lào)
- Hang Nouhak Phoumsavan's, nhà và vườn của Hoàng tử Souphanouvong (người được gọi là "Hoàng tử đỏ")
- Một ngôi tháp được dựng lên trong chiến tranh để chôn cất con trai của ông Souphanouvong Ariya Thammasin để tránh bị phát hiện trong chiến tranh
- Hang động của Hoàng tử Souphanouvong được sử dụng làm hầm chống bom của quân đội Mỹ, còn gọi là "Ravens"
- Hang của Phoumi Vongvichid, nơi biên soạn chương trình giáo dục
- Hang Sithone Kommadane, một chiến binh dũng cảm trong những năm đầu chiến tranh
- Nhà của Tướng Khamtai Siphandon, chỉ huy quân đội tối cao, người giác ngộ nhân dân đến với cách mạng và hang của Khamtai Siphandon nơi ông thành lập và vận hành và truyền thông với lực lượng của mình
- Hang Barracks của cựu chiến binh
- Hang Pháo binh nơi có các loại máy bay phản lực hạng nặng được vận hành
- Hang Xanglot nơi các đám cưới và lễ hội truyền thống được tổ chức trong chiến tranh.[22]

Chúa Wat Pho Xai hoặc chùa Wat Pho Xaysanalam nằm ở ngoại ô Sam Neua. Công viên Khảo cổ học Hintang, một Di sản thế giới được UNESCO xếp hạng, là một trong những dấu ấn thời tiền sử nổi tiếng nhất ở miền bắc Lào, nơi có menhirs (vườn đá đứng) với 2.000 năm tuổi hoặc cự thạch, nó được khai quật vào năm 1931. Người địa phương gọi nó là Sao Hin Tang, có nghĩa là "Đá trụ đá đứng". Nó còn được gọi là Stonehenge của Lào, với nhiều khối đá cao 2 mét. Ngoài những phát hiện này, những bãi chôn cất các đồ chế tác như đồ trang sức cổ, đá đứng và đĩa đá cũng đã được tìm thấy. Những phát hiện khảo cổ này có niên đại trước cánh đồng chum chúng nằm dọc theo một dãy núi dài 12 km ở phía nam của tỉnh. Những người theo thuyết linh hồn ở địa phương tin rằng những viên đá ở khu vực này là nơi Jahn Han (vị thần trên trời) đã lớn lên và ngồi trên đó. Cách Sam Neua 11 km là hang Thung Tham Buddha. Thác Tat Saloei (Phonesai) nằm trên đường đến sông Nam Noen, khoảng 35 km về phía nam của Sam Neua.
Suối nước nóng Nameuang là một danh thăng khác giữa thung lũng trồng lúa trên đường đến Xamneua, nơi còn có thác nước Houaiyad. Các suối là thượng nguồn của một con sông nhỏ. Làng Houaiyad là nơi trưng bày các bộ phận máy bay rơi và những hộp đồ chiến tranh được tái chế thành thắt lưng.

## Thư viện ảnh

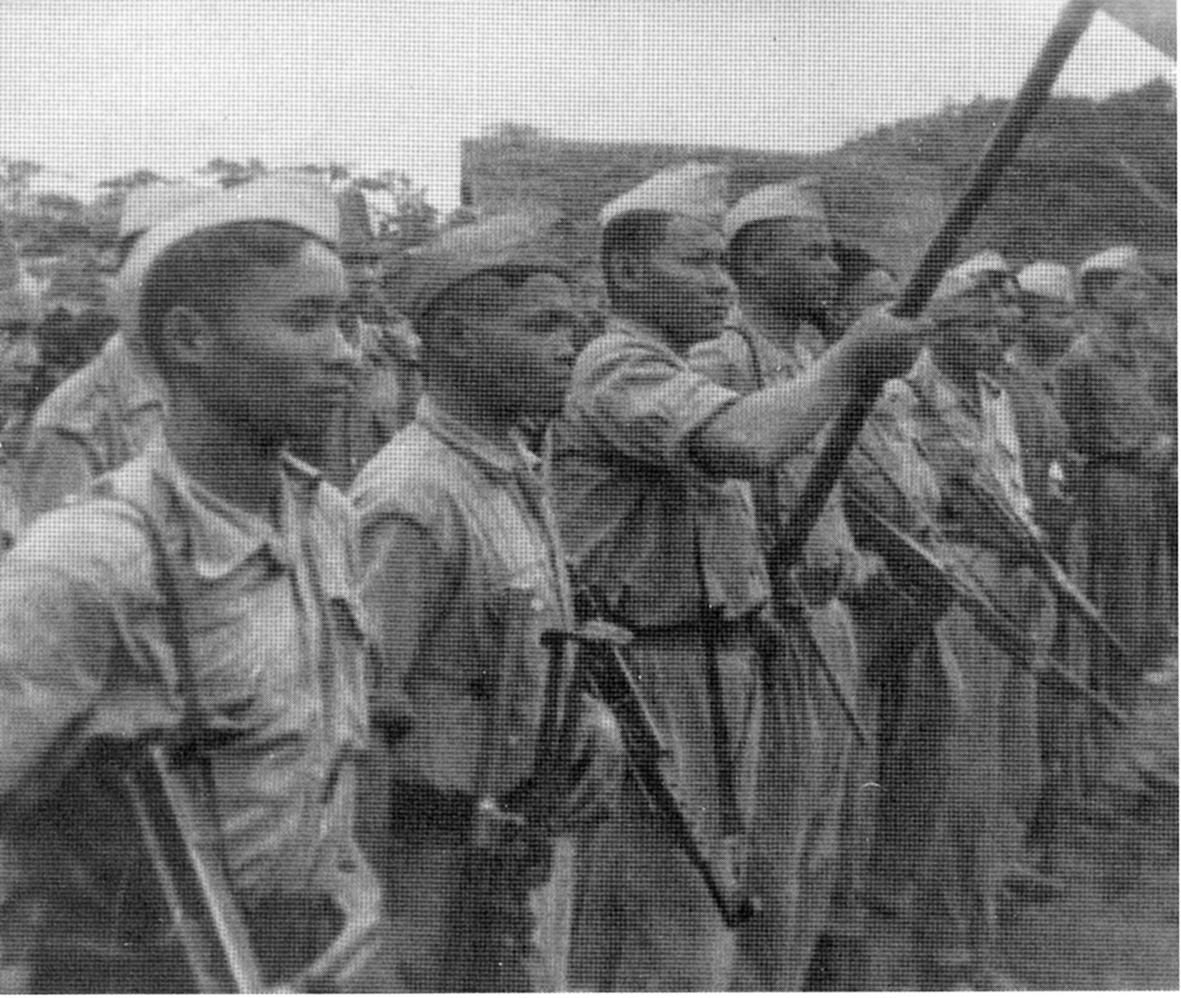
Quân đội Lào tại Xam Neua năm 1953.
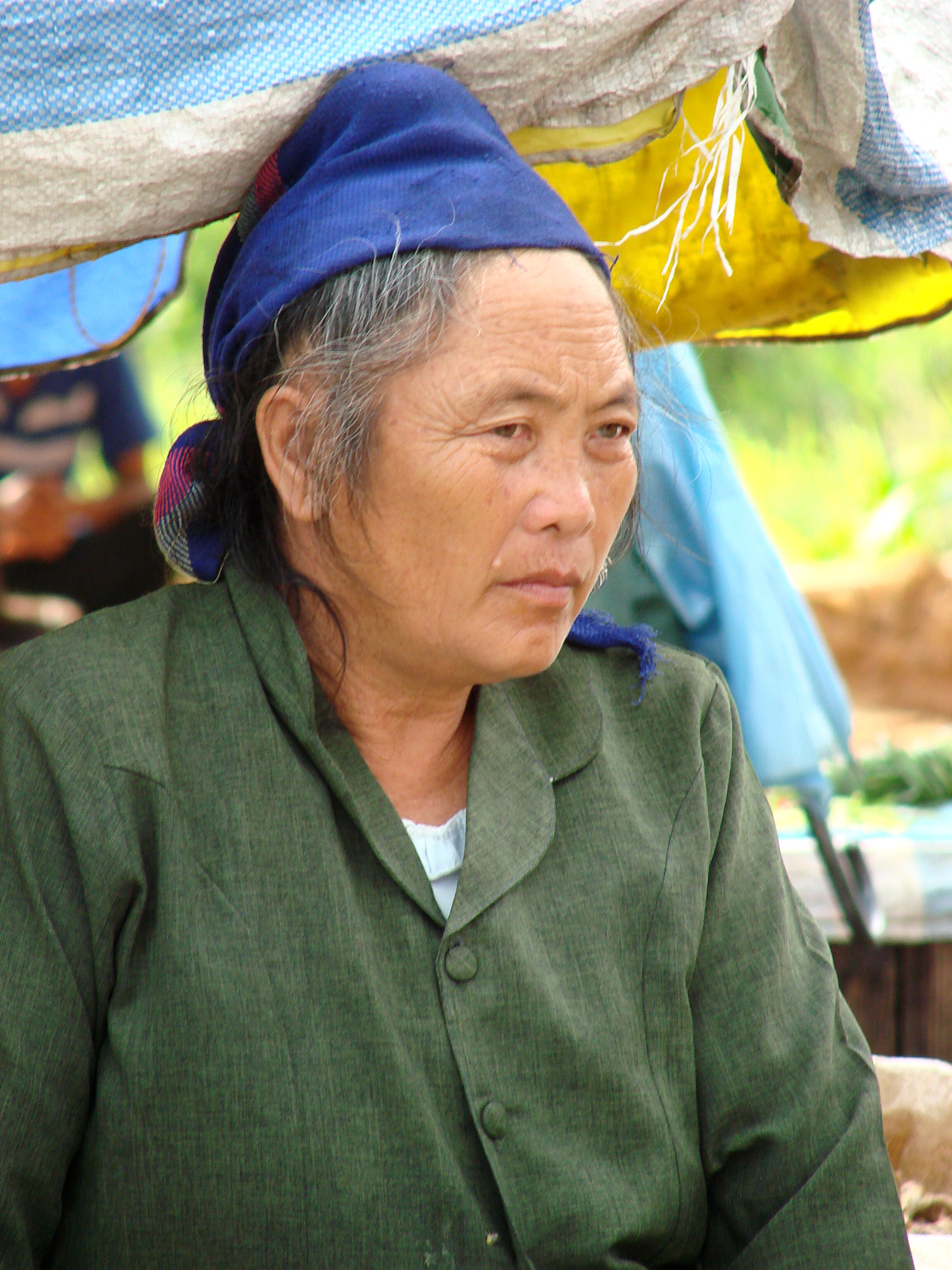
Chợ tình ở Xam Neua
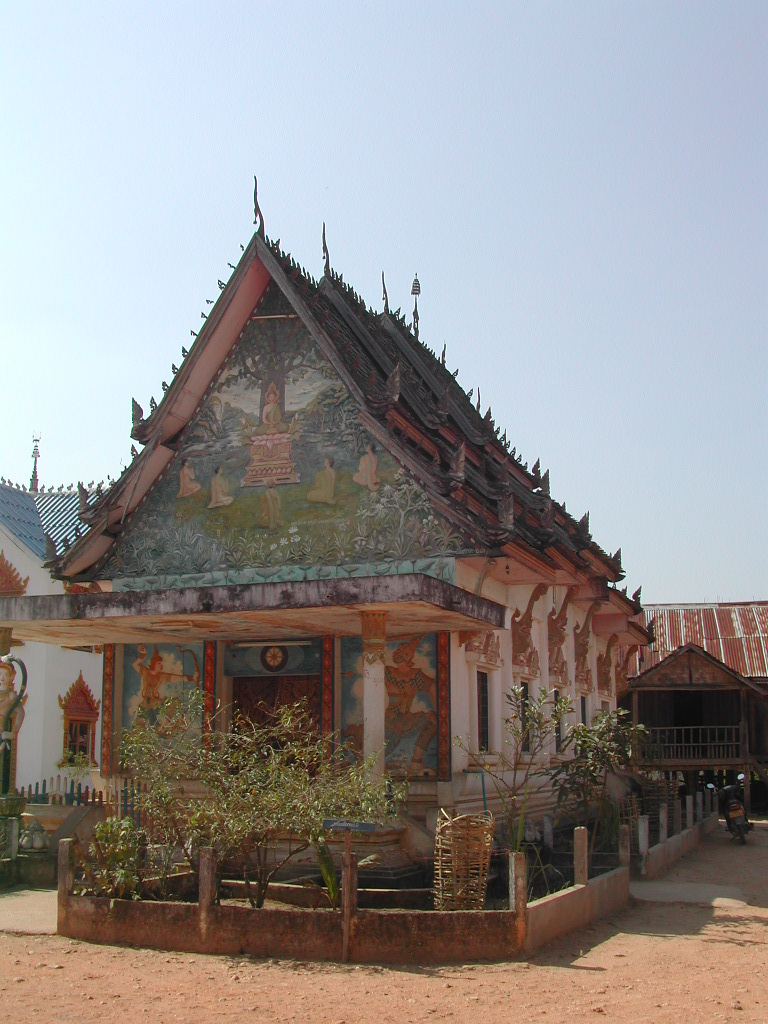
Chùa Wat Pho Xai ở Xam Neua

### Tra cứu
- Auzias, Dominique; Labourdette, Jean-Paul (ngày 28 tháng 3 năm 2012). Laos 2012–2013 (bằng tiếng Pháp). Petit Futé. ISBN 978-2-7469-5375-8.
- Burke, Andrew; Vaisutis, Justine (ngày 1 tháng 8 năm 2007). Laos 6th Edition. Lonely Planet. ISBN 978-1-74104-568-0.
- Hitchcock, Michael (2009). Tourism in Southeast Asia: Challenges and New Directions. NIAS Press. ISBN 978-87-7694-034-8.
- Larkin, Barbara (ngày 1 tháng 7 năm 2001). International Religious Freedom (2000): Report to Congress by the Department of State. DIANE Publishing. ISBN 978-0-7567-1229-7.